# فيليب مارتن (اقتصادي)
فيليب مارتن (بالفرنسية: Philippe Martin)‏ هو اقتصادي فرنسي، ولد في 18 يناير 1966 في باريس في فرنسا.